# Matěj Švancer
Matěj Švancer, né le 26 mars 2004, est un skieur acrobatique tchèque et autrichien.

## Palmarès

### Coupe du monde
- 1 gros globe de cristal :
  - Vainqueur du classement Freeski Park & Pipe en 2025.
- (Vainqueur du classement Big Air en 2022 sans petit globe de cristal décerné avec seulement deux épreuves).
- 7 podiums dont 5 victoires.

| Saison / Épreuve | Big air                 | Slopestyle |
| ---------------- | ----------------------- | ---------- |
| 2021-2022        | Coire Steamboat Springs |            |
| 2024-2025        | Coire Aspen             | Stoneham   |

### Jeux olympiques de la jeunesse
- Médaille d'or en big air aux Jeux olympiques de la jeunesse d'hiver de 2020